# Тига
Tiga е сценичното име на канадския DJ и продуцент Тига Джеймс Зонтаг, роден 1974. Албумът му „Sexor“ печели през 2007 наградата Juno за най-добър денс албум на годината.

## Кариера
Завършва Selwyn House School, престижно училище в Уестмаунт, след което в началото на 90-те започва активно да се занимава с промоцирането на рейв партита в родна Канада, работа която по-нататък ще го подтикне да участва в създаването на нощния клуб SONA. През 1994, отваря музикален магазин, който се казва DNA Records, а през 1998 основава собствено звукозаписно студио Turbo Recordings.
Тига става популярен най-вече с ремиксите, които прави за такива изпълнители като Томас Андерсън, Сизър Систърс и Феликс Дъ Хаускет, а след това и с кавър версиите на американския рапер Нели „Hot in Herrre“ и на канадския певец Кори Харт „Sunglasses at Night“. Той продуцира и собствените си неща, но работи и с други електронни музиканти като Зинтериус, Ричард Екс и Джейк Шиърс от Сизър Систърс. Доста често Тига колаборира с Матео Мърфи, с когото са сформирали електронното дуо TGV, като също така работи и с Яспер Даалбек, който продуцира много от по-новите ремикси на Зонтаг. Тига поддържа приятелски отношения и с Стеф и Дейвид Диуейл от Soulwax, които са продуценти на около половината песни в дебютния му албум „Sexor“. Благодарения на тях песента 3 Weeks става изключително популярна в много нощни клубове. Soulwax са продуценти и на втория албум на Тига, който все още е само работен проект.
Тига притежава собствен лейбъл, като също така има собствено онлайн радио предаване My Name Is Tiga.

## Музика

### Албуми
Sexor (2006)
1. „Welcome to Planet Sexor“ – 0:52
2. „(Far from) Home“ – 2:43
3. „You Gonna Want Me“ – 3:59
4. „High School/Jamaican Boa“ – 3:13
5. „Louder than a Bomb“ (кавър на Public Enemy)– 3:16
6. „Pleasure from the Bass“ – 3:52
7. „Who's That“ – 1:14
8. „Down in It“ (кавър на Nine Inch Nails)– 3:30
9. „The Ballad of Sexor“ – 3:24
10. „Good as Gold“ – 7:40
11. „(Far from) Home the Speed of Sexor Reprise“ – 4:34
12. „Burning down the House“ (кавър на Talking Heads)– 4:05
13. „3 Weeks“ – 4:18
14. „Brothers“ – 5:04

### DJ Микс Компилации
- Montreal Mix Sessions Vol. 1 (1998)
- Mixed Emotions: Montreal Mix Sessions Vol. 5 (2000)
- American Gigolo (2002)
- DJ-Kicks: Tiga (2002)
- INTHEMIX.05 (2005)

### Сингли
- „Sunglasses at Night“ (2001), с Jori Hulkkonen, като Tiga & Zyntherius (UK #25)
- „TGV EP“ (2002), като TGV, с Mateo Murphy
- „DJ-Kicks Promo“ (2002), с Mateo Murphy
- „Running out of Time EP“ (2003), като TGV, с Mateo Murphy
- „Hot in Herre“ (2003), с Mateo Murphy и Jake Shears, (UK #46)
- „Burning Down“ (2003), с Richard X
- „Pleasure from the Bass“ (2004), с Jesper Dahlbäck, (UK #57)
- „Louder than a Bomb“ (2005), с Jesper Dahlbäck
- „You Gonna Want Me“ (2005), със Soulwax и Jake Shears, (UK #64, AUS #65)
- „Good as Gold“ (2005), със Soulwax
- „Far From Home“ (2006), (UK #65, AUS #69)
- „3 Weeks“ (2006), с ремикси от Jesper Dahlbäck, Booka Shade и Troy Pierce
- „Move My Body“ (2006) включващ и Only4Erol mix и Boys Noize remix.
- „Lower state of consciousness“ със Zombie Nation, включващ Justice remix.

### Ремикси
- Bran Van 3000 – Drinking in L.A. (Tiga, Mateo and Delage's Sinking In LA Dub)
- Märtini Brös. – Flash (Tiga's Acid Flashback mix)
- Komma 8 Komma 1 – Popmusic (TGV Vocal mix)
- Nick Rhodes – Come About (Tiga Remix)
- LCD Soundsystem – Beat Connection (Tiga Edit)
- FC Kahuna – Machine Says Yes (Tiga's Unreleased Mix)
- Felix Da Housecat – Madame Hollywood (Tiga's Mister Hollywood Version)
- FPU – Ocean Drive (Tiga's White Linen Vox)
- Cabaret Voltaire – Nag Nag Nag (Tiga & Zyntherius Radio mix)
- Alpinestars – Snow Patrol (Tiga TGV Disco Patrol dub)
- Dannii Minogue – Put The Needle On It (Tiga's Cookies Dub Edit)
- Linda Lamb – Hot Room (Tiga remix)
- FPU – Race Car (TGV Join The Race Remix) / (TGV Dub)
- Alex Kid – Come With Me (Tiga vs Etoy Acideathravefuckinglive mix)
- Scissor Sisters – Comfortably Numb (Tiga remix) / (Tiga Dub)
- Märtini Brös. – Flash (Tiga's Unholy Trinity Mix)
- Télépopmusik – Breathe (TGV remix)
- The Neon Judgement – TV Treated (Tiga's Recovered Vox) / (Tiga's Dub for Ivan)
- Crossover – Phostographt (Tiga's Revenge)
- Märtini Brös. – Big and Dirty (Tiga remix)
- Peaches – Shake Yer Dix (Tiga's Where Were You in '92 Remix) / (Tiga's Where Were You in '92 Instrumental mix)
- Seelenluft – I Can See Clearly Now (Tiga remix)
- The Devils – Come Alive (Tiga remix)
- Drama Society с участието на Turner – Crying Hero (Tiga remix)
- Junior Jack с участието на Robert Smith – Da Hype (Tiga remix)
- Drinking Electricity – Breakout (Tiga edit)
- La Oreja de Van Gogh – Bonustrack (Tiga's Vocal Mix)
- Soulwax – E Talking (Tiga's Disco Drama remix)
- Tomas Andersson – Washing Up (Tiga's Na Na Na Na Na Remix)
- Zdar – Don't U Want (Tiga remix)
- LCD Soundsystem – Tribulations (Tiga's Out Of The Trance Closet mix)
- The Kills – The Good Ones (Tiga remix)
- Mylo – Muscle Car (Tiga remix)
- Depeche Mode – Shake The Disease (Tiga remix)
- Moby – Where You End (Tiga's All That I Need Is To Be Sampled mix) / (Tiga's All That I Need Is To Be Dubbed mix)
- Depeche Mode – Suffer Well (Tiga Remix)
- Pet Shop Boys – Minimal (Tiga's M-I-N-I-M-A-L Remix) / (Tiga's M-I-N-I-M-A-L Dub)
- Coldcut с участието на Robert Owens – Walk A Mile In My Shoes (Tiga Mix)
- The Killers – Bones (Tiga Mix)